# Panthera pardus tulliana
Panthera pardus tulliana (Valenciennes, 1856), nota anche come leopardo persiano, leopardo anatolico o leopardo del Caucaso a seconda delle regioni, è una sottospecie di leopardo descritta per la prima volta nel 1856 sulla base di un esemplare zoologico trovato nell'Anatolia occidentale. È originaria dell'altopiano iranico e delle regioni circostanti, dall'Anatolia orientale e il Caucaso fino all'Hindu Kush, dove popola principalmente praterie subalpine, foreste di latifoglie temperate e miste, nonché burroni scoscesi a quote comprese tra i 600 e i 3 800 metri di altitudine. Si nutre prevalentemente di ungulati legati a questi ambienti.
Attualmente la popolazione di leopardi in quest'area è stimata in meno di 1.100 individui adulti. La sottospecie è minacciata dalla frammentazione dell'habitat dovuta ai cambiamenti nell'uso del suolo, dal bracconaggio, dalla diminuzione delle prede selvatiche e dall'uccisione in ritorsione per predazioni sul bestiame. È protetta a livello internazionale dalla Convenzione CITES (Appendice I) e dall'Appendice II della Convenzione di Berna sulla conservazione della vita selvatica e degli habitat naturali in Europa.

## Tassonomia

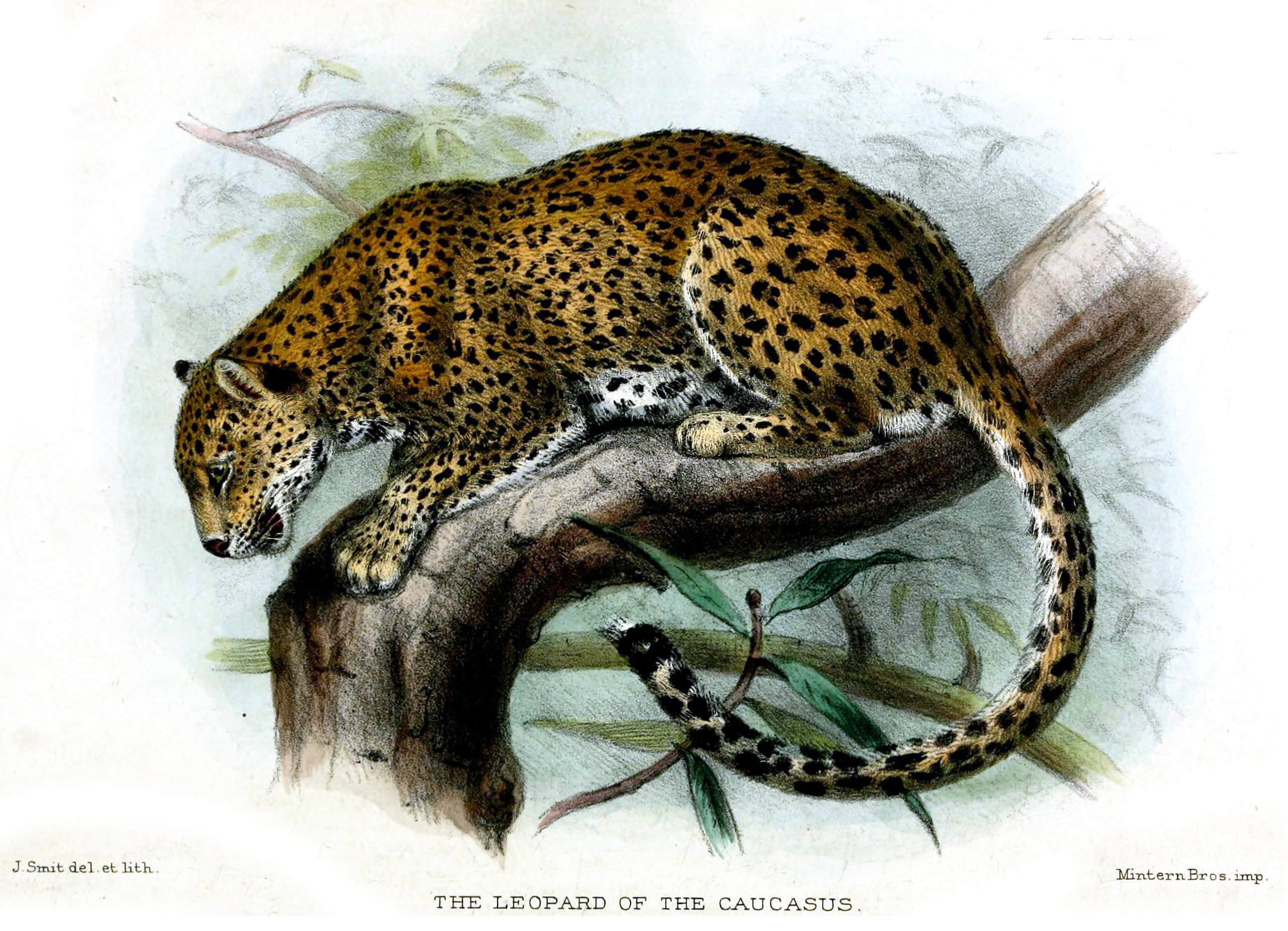
Il leopardo del Caucaso, illustrazione di Joseph Smit, 1899.

Felis tulliana è il nome scientifico proposto da Achille Valenciennes nel 1856 per un leopardo ucciso nei pressi di Smirne, nell'Anatolia occidentale, sulla base di una pelle e di un cranio. Nel XIX e XX secolo, diversi naturalisti descrissero esemplari zoologici di leopardo provenienti dal Medio Oriente:
- Felis pardus tulliana fu proposto da Richard Lydekker nel 1899 dopo l'esame di una pelle di leopardo proveniente dal Caucaso;[3]
- Felis ciscaucasica fu proposto da Konstantin Alekseevič Satunin nel 1914, sulla base di un esemplare proveniente dalla regione del Kuban, nel Caucaso settentrionale;[4][5]
- Panthera pardus saxicolor fu proposto da Reginald Innes Pocock nel 1927, che descrisse pelli di leopardo provenienti da diverse aree della Persia, riconoscendone tuttavia la somiglianza con quelle del leopardo caucasico. Il suo olotipo era costituito da una pelle e un cranio di un leopardo maschio di Asterabad;[6]
- P. p. sindica fu proposto da Pocock nel 1930 per una singola pelle e due crani provenienti dai monti Kirthar, nel Belucistan; la pelle era molto simile a quelle del leopardo persiano e del leopardo dell'Asia Minore, ma il colore differiva da quello del leopardo indiano (P. p. fusca).[7] Questa sottospecie fu inglobata in P. p. saxicolor in seguito ad analisi genetiche molecolari condotte nel 1996.[8][9]

Nel XIX e XX secolo, il leopardo anatolico era considerato una sottospecie distinta, presente solo nella Turchia occidentale. Tuttavia, gli esemplari custoditi nelle collezioni zoologiche non mostrano differenze significative nelle dimensioni e forme dei crani. Di conseguenza, oggi i nomi sottospecifici tulliana, ciscaucasica e saxicolor sono considerati sinonimi.
Il fiume Indo è ritenuto una barriera topografica che limita la dispersione di questa sottospecie. Un'analisi di campioni di leopardo provenienti dall'Afghanistan ha mostrato che appartengono a P. p. saxicolor, ma che mostrano anche caratteri intermedi con il leopardo indiano. Un'analisi genetica di 49 pelli di leopardo raccolte nelle regioni dell'Azad Jammu Kashmir e del Galyat, nel Pakistan settentrionale, ha confermato questa intergradazione; i campioni rivelavano aplotipi sia del leopardo persiano sia del leopardo indiano.
Nel 2017, la popolazione del leopardo persiano è stata attribuita a P. p. tulliana, che rappresenta il nome valido più antico per la sottospecie di leopardo dell'Asia occidentale.

### Filogenesi
Un'analisi filogenetica indica che P. p. tulliana, dal punto di vista matrilineare, appartiene a un gruppo monofiletico che si è separato dal leopardo africano (P. p. pardus) e dal leopardo arabico (P. p. nimr) nella seconda metà del Pleistocene. Le analisi del DNA indicano che i leopardi dell'Iran appartengono a un unico pool genetico e costituiscono un sottoclade distinto.

## Descrizione

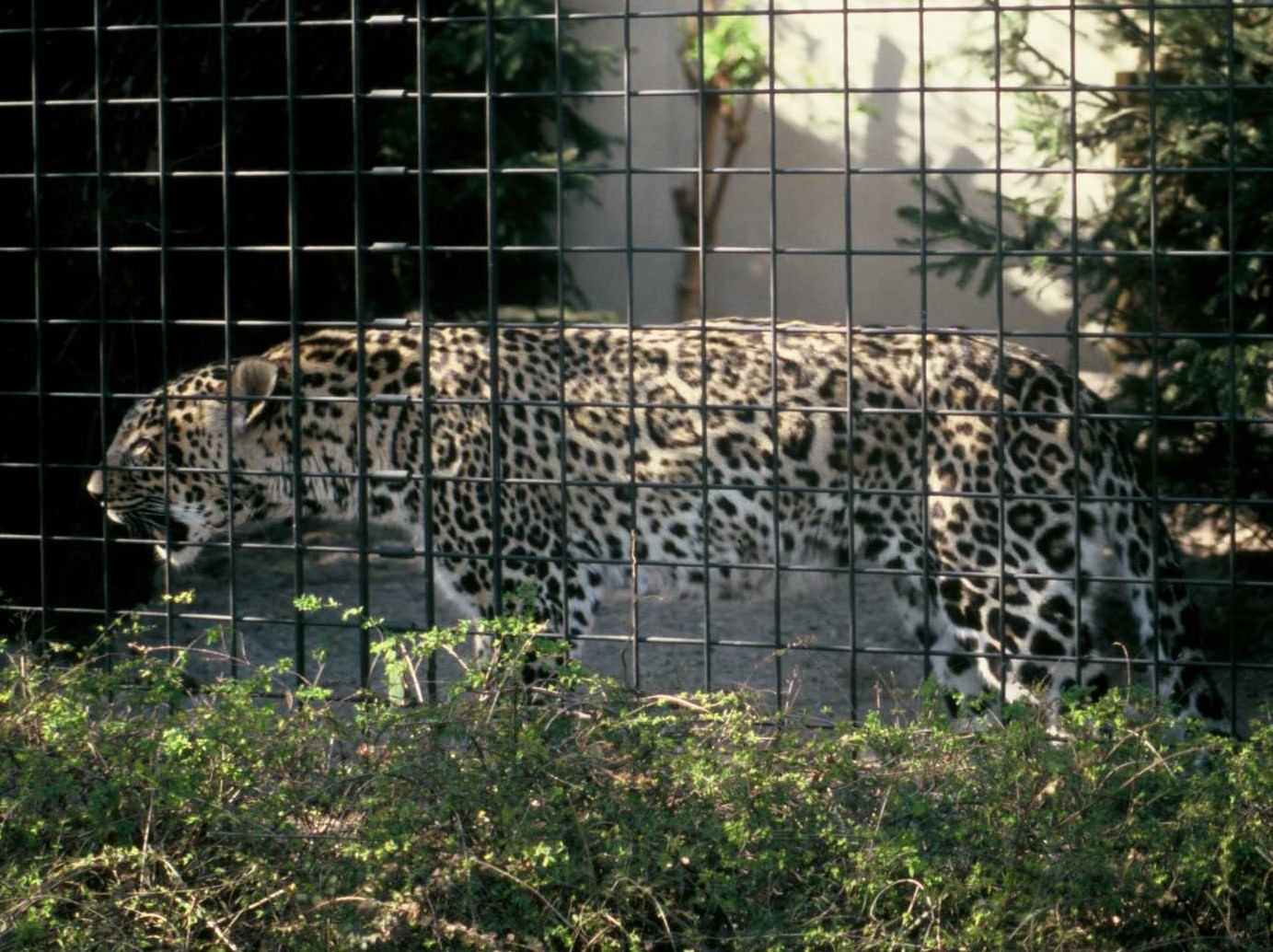
Leopardo con un insolito motivo del mantello.

P. p. tulliana presenta un mantello grigiastro, leggermente rossiccio, con grandi rosette sui fianchi e sul dorso, rosette più piccole su spalle e arti anteriori, e macchie su testa e collo. La colorazione può variare: in Iran si osservano sia individui chiari che scuri. La lunghezza media del corpo è di 158 cm, con un cranio lungo 192 mm e una coda di 94 cm. Il peso può raggiungere i 60 kg.
Dati biometrici raccolti su 25 individui maschi e femmine in diverse province dell'Iran indicano una lunghezza media del corpo pari a 259 cm. Un giovane maschio proveniente dal nord dell'Iran pesava 64 kg.

## Distribuzione e habitat
Nella Catena del Grande Caucaso, P. p. tulliana vive in praterie subalpine, foreste temperate di latifoglie e miste e in burroni scoscesi, a quote comprese tra i 600 e i 3 800 metri; nella Catena del Piccolo Caucaso e in Iran occupa invece pendii rocciosi, steppe e foreste rade di ginepro.
| Paese        | Anno | Stima       |
| ------------ | ---- | ----------- |
| Iran         | 2022 | 550-850     |
| Pakistan     | 2022 | 130-178     |
| Turkmenistan | 2022 | 60-80       |
| Azerbaigian  | 2022 | 8-19        |
| Iraq         | 2022 | 9           |
| Armenia      | 2022 | 3-9         |
| Russia       | 2022 | 6           |
| Georgia      | 2022 | 1           |
| Kazakistan   | 2022 | 0-5         |
| Turchia      | 2021 | meno di 5   |
| Afghanistan  | 2022 | sconosciuto |
| Totale       | 2022 | 750-1.044   |

Nel nord dell'Anatolia, tra il 1993 e il 2002, zoologi hanno trovato tracce di leopardi nelle zone forestali superiori e alpine dei Monti del Ponto. La sua presenza nella regione è stata messa in dubbio nel 2016 per mancanza di prove, ma una fototrappola, attivata nel settembre 2013 nella provincia di Trebisonda, nella regione del Mar Nero, avrebbe immortalato un leopardo. Si ritiene che il suo habitat preferito siano le aree forestali rade, seguite da zone rocciose, agricole, da pascolo e dalle aree ripariali. Nella Turchia sud-orientale, la sua presenza è stata documentata nel distretto di Çınar (provincia di Diyarbakır) e nella provincia di Bitlis. Nel 2018 e nel 2019, è stato fotografato sui versanti settentrionali del Monte Cudi (provincia di Şırnak), che potrebbe rappresentare un corridoio di collegamento tra Turchia e Iraq. È stato inoltre fotografato nella provincia nord-orientale di Artvin, al confine con la Georgia, sebbene non sia noto se si tratti di individui residenti. Nel Parco nazionale costiero del Beydağları, tra agosto 2019 e maggio 2023, due leopardi sono stati registrati in 58 video e fotografie.

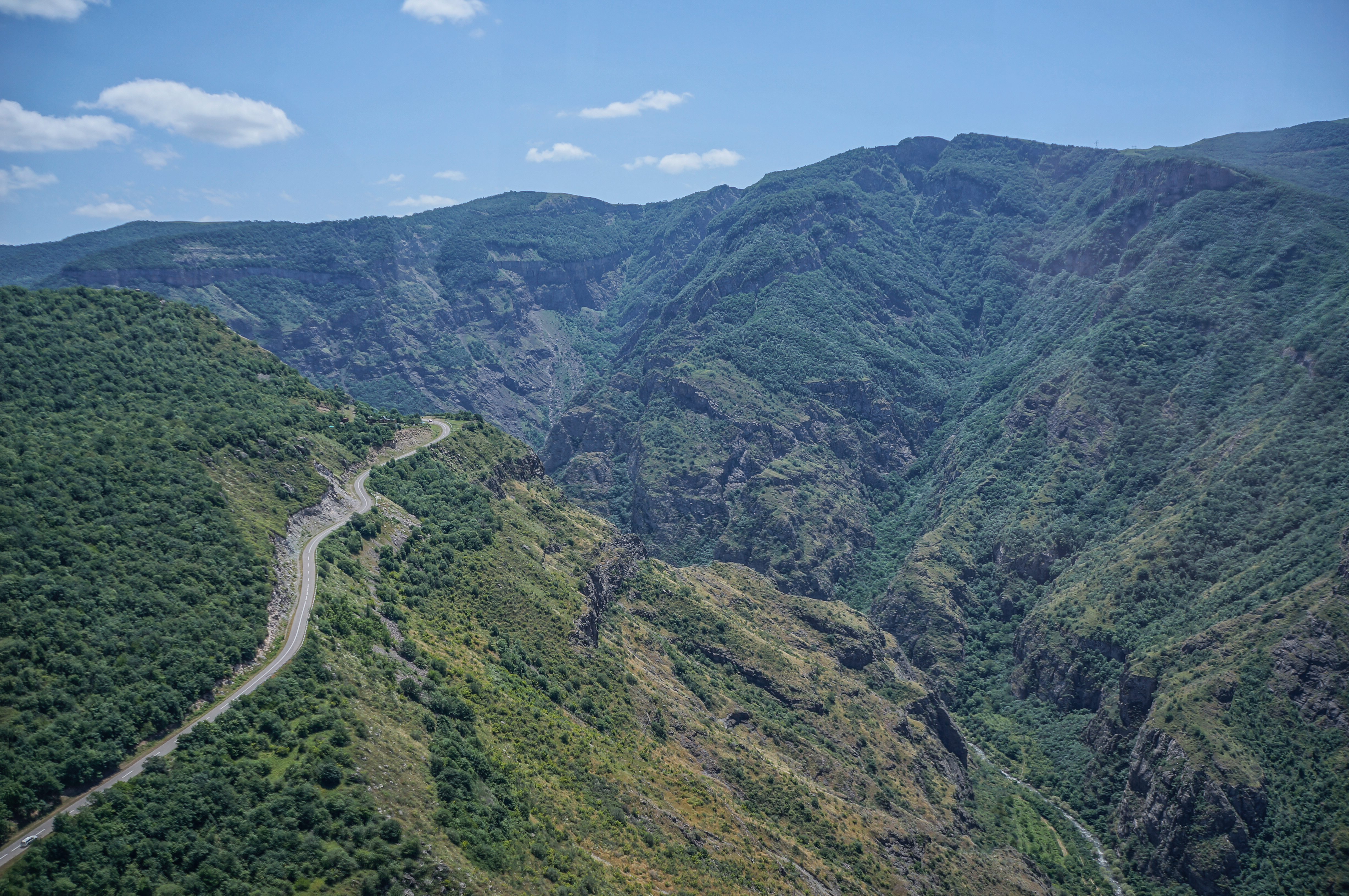
Habitat nei monti Zangezur.

Nel Caucaso, leopardi sono stati avvistati nei dintorni di Tbilisi e nella provincia georgiana di Shida Kartli, dove vivono principalmente in fitte foreste. Alcuni esemplari sono stati avvistati nel 2004 anche nelle pianure della regione di Kakheti. Tracce della loro presenza sono state trovate in due località del Tusheti, presso le sorgenti dei fiumi Andi Koysu e Assa, al confine con il Daghestan. Si ritiene che i leopardi attraversino occasionalmente la Georgia dalla Russia, ma i naturalisti sperano che possano diventare residenti, se adeguatamente protetti in entrambi i paesi. Tra ottobre 2000 e luglio 2002, impronte di dieci leopardi sono state trovate in un'area di 780 km² nel terreno accidentato e scosceso della Riserva statale di Khosrov, sul versante sud-occidentale dei monti Gegham. Durante le rilevazioni del 2013-2014, fototrappole hanno registrato leopardi in 24 località dell'Armenia meridionale, 14 delle quali nei monti Zangezur. Questa catena montuosa transfrontaliera rappresenta un habitat riproduttivo importante per i leopardi nella Catena del Piccolo Caucaso. Nel marzo 2007 e nell'ottobre 2012, un individuo è stato fotografato da fototrappole nel Parco nazionale di Hirkan. Quest'area protetta, nel sud-est dell'Azerbaigian, si trova nei Monti Talysh, contigui ai Monti Elburz in Iran. Durante le indagini del 2013-2014, fototrappole hanno documentato la presenza di leopardi in cinque siti del Parco nazionale di Hirkan. Il primo leopardo maschio a spostarsi dal parco in direzione dell'Iran è stato registrato nel febbraio 2014: è stato ucciso da un cacciatore nella regione collinare di Chubar, nel Gilan nord-occidentale. Questo episodio dimostra che i Monti Talysh costituiscono un importante corridoio per i movimenti transfrontalieri dei leopardi. Nel settembre 2012, una femmina è stata fotografata nel Parco nazionale Zangezur, vicino al confine con l'Iran. Durante il monitoraggio del 2013-2014, fototrappole hanno registrato leopardi in sette siti del parco, tra cui due femmine e un maschio, tutti in prossimità del confine iraniano. Cinque cuccioli sono stati documentati in due siti della Catena del Piccolo Caucaso e dei Monti Talysh. Tra luglio 2014 e giugno 2018, sono stati identificati quattro leopardi nei Monti Talysh e undici nella regione transfrontaliera del Naxçıvan e dell'Armenia meridionale.
I leopardi sono stati segnalati sporadicamente anche nel nord dell'Iraq. Nell'ottobre 2011 e nel gennaio 2012, un leopardo è stato fotografato da fototrappole sul Monte Jazhna, nella steppa forestale dei Monti Zagros, nella regione del Kurdistan. Tra il 2001 e il 2014, almeno nove leopardi sono stati uccisi da residenti locali nella regione. Nel 2020, un leopardo è stato registrato nei monti del governatorato di Sulaymaniyah, nel nord-est del Paese.

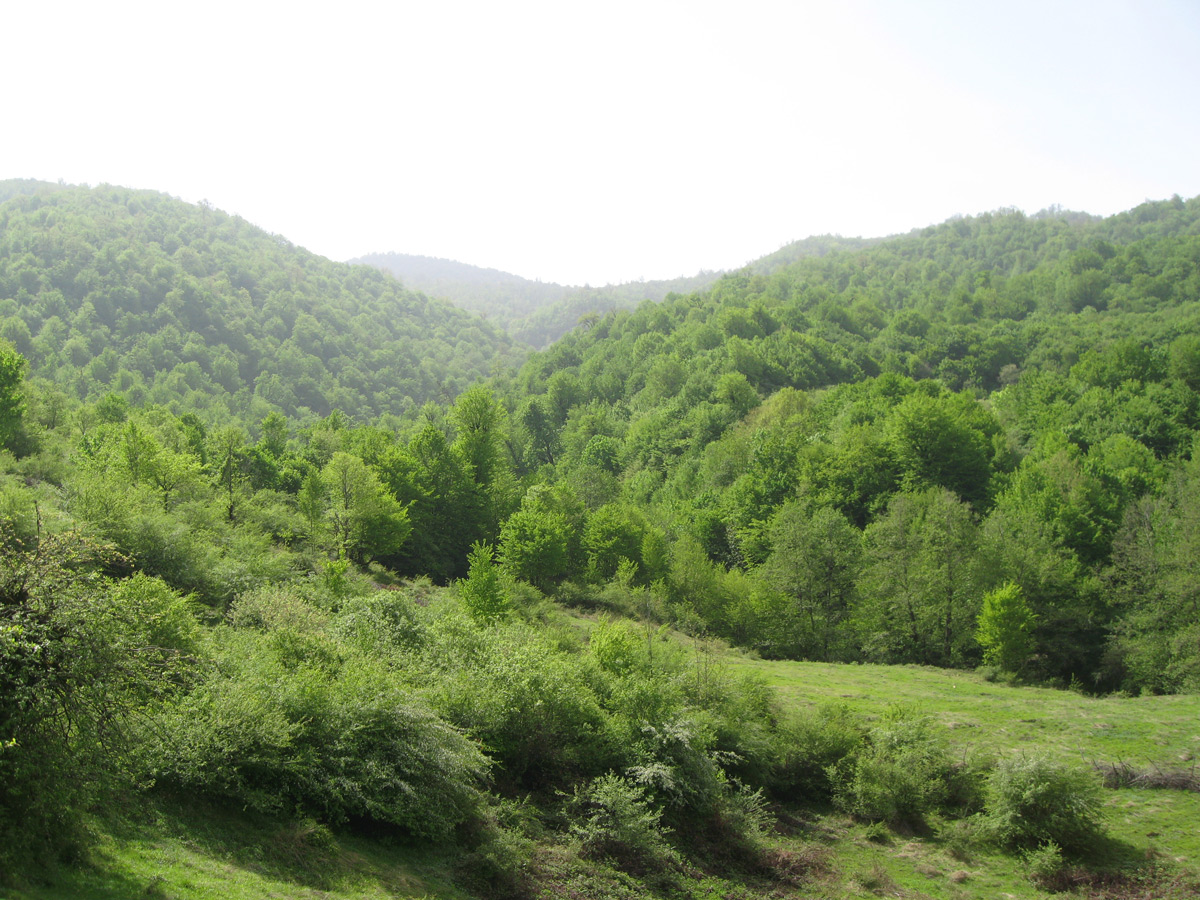
Valle nei monti Elburz.

L'Iran è considerato il principale rifugio regionale del leopardo. È più abbondante nella parte settentrionale del Paese rispetto a quella meridionale e negli anni 2010 è stato registrato in 74 delle 204 aree protette iraniane. Le foreste miste caspiche-ircane lungo i Monti Elburz rappresentano uno degli habitat più importanti per la specie. La maggior parte degli avvistamenti è avvenuta in aree con temperature comprese tra 13 e 18 °C, con massimo 20 giorni di gelo all'anno e precipitazioni superiori ai 200 mm. L'Area Protetta dell'Elburz Centrale, che si estende su oltre 3 500 km², è una delle più grandi riserve del Paese frequentate dai leopardi. La riproduzione è stata documentata in sei località di aree protette situate nella parte iraniana della Catena del Piccolo Caucaso. Nell'Iran nord-orientale, quattro famiglie di leopardi, ciascuna con due cuccioli, sono state identificate durante un'indagine condotta tra il 2005 e il 2008 nel Parco nazionale di Sarigol. Nel gennaio 2008, un leopardo maschio è stato fotografato mentre marcava un arbusto di Berberis con l'urina; l'animale è stato osservato più volte fino a metà febbraio nella stessa zona. Rilevamenti tramite fototrappole nell'estate 2016 hanno documentato la presenza di 52 leopardi nei parchi nazionali di Sarigol, Salouk e Tandooreh, tra cui 10 cuccioli in sette famiglie, confermando l'importanza dei monti Kopet Dag e Aladagh come rifugi per la specie. Altri esemplari sono stati fotografati nel 2020 in un'area protetta nei Monti Sefid Koh (Kermanshah). Tra il settembre 2014 e l'agosto 2016, due leopardi dotati di radiocollare si sono spostati dalla regione iraniana dei Kopet Dag fino al Turkmenistan, rivelando che le popolazioni dei due Paesi sono collegate. Fototrappole hanno registrato la presenza di leopardi anche nella Riserva naturale di Badkhyz, nel sud-ovest del Turkmenistan. Nel 2017, un giovane maschio proveniente dal Parco nazionale Tandooreh si è insediato nel Turkmenistan. Nel 2018, un vecchio maschio si è spostato per circa 20 km dall'Iran verso il Turkmenistan. Tra l'autunno 2007 e la primavera 2008, nel Parco nazionale di Bamu (provincia di Fars), sono stati individuati sette esemplari in un'area campione di 321,12 km². Un leopardo è stato inoltre registrato nel 2011 tramite fototrappole nella provincia afghana di Bamyan.
In Pakistan, la specie popola le foreste himalayane e le regioni montane; esemplari sono stati documentati nei pressi del Parco nazionale di Machiara, del Parco nazionale di Pir Lasora e del Parco nazionale di Ayubia.
In Kazakistan, un leopardo è stato registrato per la prima volta nel 2000 nella regione di Jambyl. Nel 2007 e nel 2015, due leopardi sono stati uccisi nella regione di Mangystau, più a ovest. Tra settembre e dicembre 2018, una fototrappola ha immortalato un leopardo su una scogliera nella Riserva naturale dell'Ustyurt.

### Distribuzione storica
P. p. tulliana era con ogni probabilità diffuso in tutto il Caucaso, ad eccezione delle aree steppiche. Le pendici settentrionali della Catena del Grande Caucaso ne costituivano il limite settentrionale dell'areale storico. Durante le indagini condotte tra il 2001 e il 2005, nessun leopardo fu registrato nella parte occidentale della Catena del Grande Caucaso; è probabile che la specie sia sopravvissuta solo in pochi siti nella parte orientale. In Armenia, l'uomo e il leopardo convivono sin dalla preistoria. A metà del XX secolo, il leopardo era relativamente comune nelle montagne del paese.
Trappole in pietra destinate ai leopardi e ad altri predatori, risalenti all'epoca dell'Impero romano, sono ancora presenti nei Monti del Tauro, nella Turchia meridionale. L'ultimo leopardo noto in Siria sarebbe stato ucciso nel 1963 nella catena montuosa costiera siriana. P. p. tulliana un tempo era numeroso nella regione egea, tra Smirne (İzmir) e Antalya, con i monti Beşparmak considerati un bastione della specie. Diversi fattori hanno contribuito al declino della popolazione in quest'area tra la fine degli anni '40 e la metà degli anni '70, tra cui la deforestazione, la conversione dell'habitat naturale in frutteti, la costruzione di strade e l'uccisione dei leopardi in ritorsione per gli attacchi al bestiame. Poiché fino alla metà degli anni '80 non furono condotte ricerche sistematiche nella Turchia occidentale, i biologi misero in dubbio la sopravvivenza del leopardo nella regione. Segnalazioni di avvistamenti nei pressi di Alanya, a sud della penisola licia, suggerirono che negli anni '90 potesse esistere una popolazione sparsa tra Finike, Antalya e Alanya. Nel 1992, escrementi freschi ritrovati nel Parco nazionale del Monte Güllük-Termessos furono attribuiti a un leopardo anatolico. Tuttavia, tra il 2000 e il 2004, indagini svolte nella Turchia occidentale non rilevarono alcuna prova contemporanea della presenza del leopardo. Si ritiene che la caccia al trofeo su vasta scala sia stata la causa principale del declino del leopardo anatolico in questa zona. La specie è considerata localmente estinta nella Turchia occidentale dalla metà degli anni '70. Durante le indagini del 2005 nel Parco nazionale di Termessos non furono trovati segni di presenza del leopardo, e né i residenti locali né il personale del parco riferivano di avvistamenti recenti.
In Russia meridionale, negli anni '50 la popolazione di leopardi si era ridotta a due nuclei isolati e di piccole dimensioni, e nel 2007 si stimavano meno di 50 individui. In Georgia, si pensava che il leopardo fosse estinto dal 1954, in seguito a una campagna di abbattimenti. I cambiamenti politici e sociali causati dalla dissoluzione dell'Unione Sovietica nel 1992 provocarono una grave crisi economica e il crollo dei sistemi di protezione della fauna precedentemente efficaci; gli habitat furono pesantemente frammentati, i leopardi perseguitati e gli ungulati selvatici cacciati. Inoltre, la mancanza di dati di base affidabili e di programmi di monitoraggio rese difficile valutare il declino delle specie preda. Nell'inverno del 2003, zoologi trovarono impronte di leopardo nel Parco nazionale di Vashlovani, nella Georgia sud-orientale. Fototrappole registrarono più volte un giovane maschio. Tuttavia, tra il 2009 e il 2014 non si ebbero più registrazioni dell'animale. Un'indagine del 2019 non ha rilevato la presenza di leopardi.
In Azerbaigian nord-occidentale, alcuni esemplari sopravvivevano nella sezione Akhar-Bakhar della Riserva statale di Ilisu, sulle pendici della Catena del Grande Caucaso, ma nel 2007 il loro numero era ritenuto estremamente basso.
In Afghanistan, si ritiene che il leopardo abiti l'altopiano centrale dell'Hindu Kush e il corridoio del Wakhan, ma finora nessun esemplare è stato fotografato. Il conflitto protrattosi nel Paese ha gravemente colpito sia i predatori che le loro prede, tanto che la popolazione nazionale è considerata esigua e fortemente minacciata. Negli anni '70, la specie era ancora presente nei monti Kirthar del Pakistan, nel Belucistan nord-orientale e nelle Murree Hills.

## Biologia
La dieta di P. p. tulliana varia in base all'habitat. Nell'Armenia meridionale e in Iran, si nutre principalmente di capra selvatica (Capra aegagrus), muflone (Ovis gmelinii), cinghiale (Sus scrofa), capriolo (Capreolus capreolus), gazzella persiana (Gazella subgutturosa), istrice indiano (Hystrix indica) e lepre europea (Lepus europaeus). Occasionalmente attacca anche il bestiame e i cani da pastore. In Iran, la presenza del leopardo è fortemente correlata alla presenza di capre e pecore selvatiche. È stato documentato anche un attacco a un onagro (Equus hemionus). In Turchia, preda anche il camoscio (Rupicapra rupicapra).
I maschi adulti condividono di solito il proprio territorio, in tutto o in parte, con due o tre femmine adulte. La stagione degli accoppiamenti va dalla metà di gennaio alla metà di febbraio. Nel Parco nazionale di Sarigol, tra la fine di aprile e maggio 2008, sono state documentate tre femmine, ciascuna con uno o due cuccioli. Una femmina con due cuccioli è stata inoltre fotografata nei Monti Elburz.

## Minacce

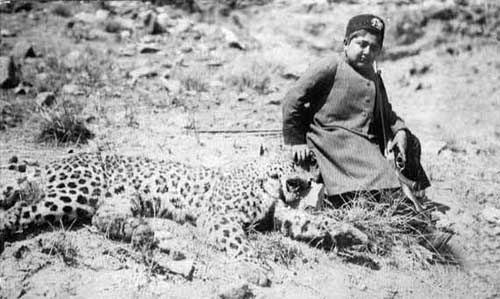
Ahmad Shah Qajar dopo una battuta di caccia al leopardo, circa 1905-1910.

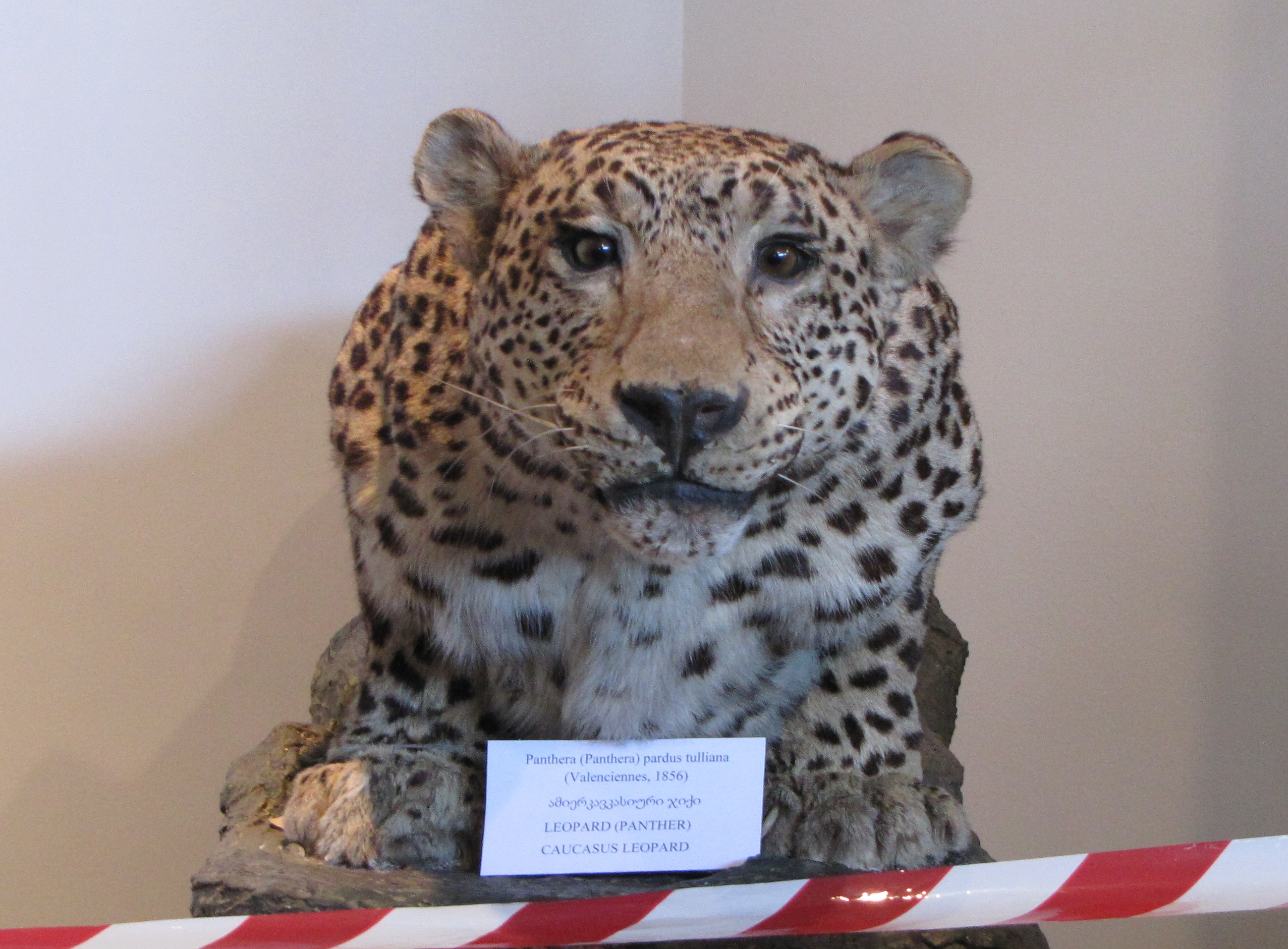
Un leopardo imbalsamato presso il Museo Nazionale Georgiano di Tbilisi.

Dal 2016, questi leopardi sono classificati come in pericolo (Endangered) nella Lista Rossa dell'IUCN, poiché la popolazione selvatica è stimata in meno di 1.000 individui maturi. P. p. tulliana è minacciato dal bracconaggio, dalla diminuzione delle prede selvatiche anch'essa dovuta al bracconaggio, dal disturbo umano (come la presenza di militari e addestramenti nelle aree di confine), e dalla perdita di habitat causata da deforestazione, incendi, espansione agricola, eccessivo pascolo e sviluppo infrastrutturale. Negli anno '80, mine antiuomo furono posizionate lungo il confine settentrionale tra Iran e Iraq per scoraggiare l'accesso alle aree di frontiera: ciò ha mantenuto i leopardi al riparo da bracconieri e interventi industriali, ma almeno due esemplari sono noti per essere morti a causa delle mine. In Iraq settentrionale, la principale minaccia è rappresentata dalla deforestazione, aggravata nei primi anni 2020 da una crisi economica.
Nell'aprile 2001, una femmina adulta è stata uccisa al confine con la repubblica russa di Cabardino-Balcaria; i suoi due cuccioli furono catturati e trasferiti allo zoo di Novosibirsk. Tra il 2004 e il 2007, un totale di 85 pelli di leopardo è stato visto in vendita nei mercati di Kabul. I leopardi erano noti per vivere sulla dorsale di Meghri, nell'estremo sud dell'Armenia, dove tra l'agosto 2006 e l'aprile 2007 una sola fototrappola ha immortalato un individuo; tuttavia, non furono rilevati altri segni di presenza nel corso di rilevamenti su un'area di 296,9 km². L'abbondanza locale di prede sarebbe teoricamente sufficiente a sostenere 4-10 esemplari, ma l'impatto combinato del bracconaggio, del disturbo causato dal pascolo, della raccolta di piante edibili e funghi, della deforestazione e degli incendi di origine antropica ha superato i limiti di tolleranza dei leopardi. Attualmente nel Caucaso sopravvivono solo alcune piccole popolazioni isolate. L'habitat idoneo è limitato e per lo più situato in aree remote di confine. Le popolazioni locali dipendono dall'immigrazione da popolazioni fonte, princpalmente situate in Iran.
In Turchia, il leopardo è stato ucciso illegalmente con trappole e veleni. Dal 1974 sono documentati abbattimenti nelle province di Beypazarı, Siirt, Diyarbakır e Tunceli. Nonostante siano in corso programmi di riforestazione, nel 2020 la Turchia non disponeva ancora di un piano per riconnettere le foreste frammentate, il che rischia di aggravare l'isolamento delle popolazioni residue.
In Iran, le principali minacce sono il disturbo dell'habitat, il bracconaggio e l'eccessiva presenza di bestiame nei territori frequentati dai leopardi. Al di fuori delle aree protette, è improbabile che la specie possa sopravvivere. La siccità ha colpito vaste zone dell'habitat, riducendo le popolazioni delle prede principali, come la capra selvatica e il muflone. Una valutazione della mortalità del leopardo in Iran ha rilevato che tra il 2007 e il 2011 sono stati uccisi 71 leopardi in 18 provincee: il 70% a causa di caccia o avvelenamento illegale, il 18% in incidenti stradali. Tra il 2000 e il 2015, si contano 147 leopardi uccisi nel paese: oltre il 60% è morto per bracconaggio, esche avvelenate o per mano di guardie forestali, cacciatori di trofei e militari; circa il 26% è deceduto in incidenti stradali. Sono stati uccisi più maschi che femmine. Tra il 2007 e la primavera 2021, 78 leopardi sono morti in Iran a causa dell'intervento umano: 62 sono stati uccisi o avvelenati da pastori, o sbranati dai loro cani. Le uccisioni per ritorsione si verificano spesso dopo attacchi al bestiame. Tra il 2012 e il 2020, i leopardi hanno ferito 30 persone e ucciso una, in casi che sembrano essere prevalentemente reazioni difensive da parte di animali sorpresi dai pastori.

## Conservazione
Panthera pardus è inserita nell'Appendice I della CITES. È inoltre elencata come specie strettamente protetta nell'Appendice II della Convenzione di Berna per la conservazione della vita selvatica e degli habitat naturali in Europa. In Azerbaigian, il leopardo è protetto per legge dal 1969; in Armenia e nell'Unione Sovietica lo è stato a partire dal 1972. La popolazione di leopardo del Caucaso è stata inserita nel Libro Rosso della Federazione Russa nella Categoria I, come specie minacciata di estinzione. In Iran è protetto per legge dal 1999. Nel 2001 la caccia al leopardo è stata vietata nella Repubblica Autonoma di Naxçıvan, e dal 2003 sono regolarmente condotte attività anti-bracconaggio nell'Armenia meridionale. Dal 2005, nella Catena del Piccolo Caucaso sono state istituite sette aree protette per un totale di 1.940 km², e tre nei Monti Talysh, per una superficie di 449 km². L'area totale protetta nel Paese ammonta attualmente a 4.245 km². Nel Libro Rosso nazionale della Georgia, il leopardo è classificato come in pericolo critico (Critically Endangered) dal 2006. Armenia e Azerbaigian hanno adottato e più volte inasprito le pene per l'uccisione dei leopardi. In Afghanistan, la specie è stata inserita nella lista delle specie protette nel 2009. In Kazakistan, la caccia è stata resa reato penale nel 2021. In Turchia, il leopardo rientra tra le specie incluse nel piano d'azione per le specie minacciate del Paese.
Nel 2001 è stato avviato un progetto quinquennale per la conservazione del leopardo nel Caucaso, che ha supportato indagini sistematiche nella regione, la pianificazione di nuove aree protette e l'ampliamento di quelle esistenti, la formazione delle guardie di confine e campagne educative nelle scuole di Armenia e Azerbaigian; in Armenia è stata istituita anche un'unità anti-bracconaggio. Nel 2005, il Ministero dell'Ambiente armeno ha approvato un piano di conservazione con il leopardo come specie ombrello, seguito nel 2008 da una strategia specifica per la conservazione del leopardo nel Caucaso. In Iran, nel 2016 è stato approvato un piano d'azione per la conservazione e gestione della specie; nel Paese opera anche la Future4Leopards Foundation, un'organizzazione non profit dedicata alla tutela del leopardo. A partire dal 2019, Nature Iraq sta mappando l'habitat potenziale nei pressi del confine con l'Iran come prima fase di un progetto di conservazione. I conservazionisti auspicano che questo stimoli la popolazione locale a proteggere, connettere e ripristinare habitat idonei, compresi corridoi faunistici internazionali. In un'area di 3.132 km² sono stati mappati corridoi ecologici per garantire lo spostamento sicuro dei leopardi tra queste aree e altre zone protette della catena dell'Elburz. Dal 2022, si ritiene necessaria un'ulteriore attività di conservazione volta a rafforzare tali corridoi, inclusa la creazione di nuove aree protette. Tre nuclei di habitat principali e corridoi adatti al collegamento tra aree protette sono stati identificati lungo il confine internazionale tra Iran e Iraq, nella regione dei Monti Zagros.
Nel 2021, alcuni studiosi hanno suggerito che nel Caucaso esiste ancora habitat sufficiente per oltre 1.000 leopardi, ma una metapopolazione potrà essere realmente sostenibile solo se verranno ridotte le persecuzioni e ripristinate le popolazioni di prede.

### Progetti di reintroduzione
Nel 2009, il Centro per l'allevamento e la reintroduzione del leopardo nel Parco nazionale di Sochi, in Russia, ha ricevuto due leopardi dal Turkmenistan nell'ambito di un programma di allevamento e reintroduzione. Da allora, altri leopardi sono stati trasferiti da vari zoo. I loro discendenti sono stati rilasciati in natura nel 2016 e nel 2018: tre maschi e una femmina nella Riserva della biosfera del Caucaso, e un maschio e una femmina nel Parco nazionale di Alania, in Ossezia Settentrionale-Alania.

### In cattività
Nel 2021 si contavano oltre 100 leopardi persiani in cattività negli zoo di tutto il mondo. Il Programma europeo per le specie minacciate (EEP) coordina un programma di allevamento in cattività per garantire una popolazione di riserva.

## Rappresentazioni culturali

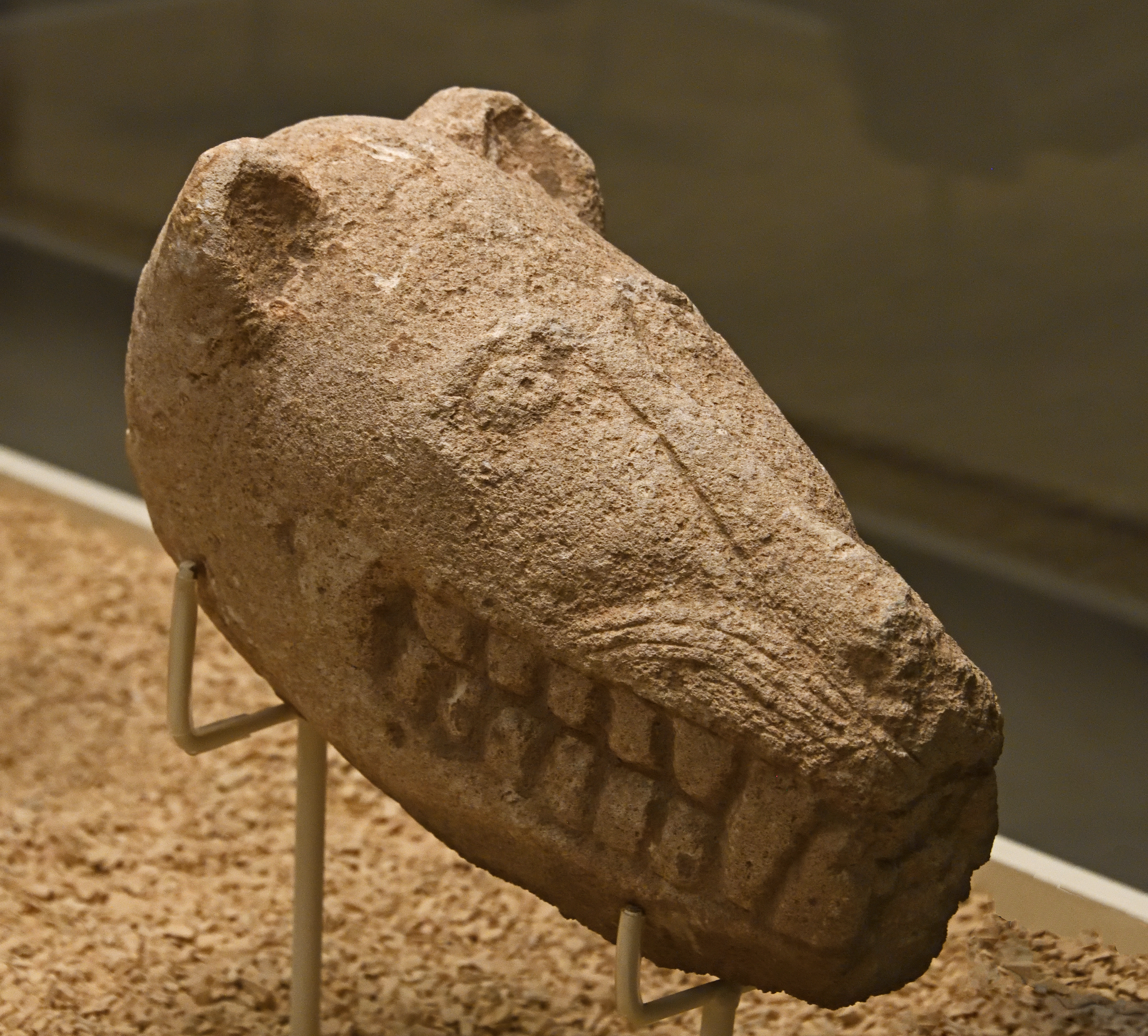
Göbekli Tepe.

Raffigurazioni del leopardo anatolico rinvenute nell'antica città di Tiàtira, in Anatolia, risalgono dal periodo neolitico fino alla fine del VI secolo a.C. Il leopardo è rappresentato su statue, ceramiche, lavori in avorio e monete legate alla cultura lidia. Diversi manufatti sono stati ritrovati in aree adibite al culto.
Lo statista romano Marco Tullio Cicerone, durante il suo mondato come governatore della Cilicia intorno al 50 a.C., chiese che venissero inviati leopardi da Kibyratis, in Anatolia, per essere utilizzati nei combattimenti tra gladiatori: da qui deriva il nome scientifico della sottospecie, che riprende il suo secondo nome. I motivi del mantello del leopardo venivano inoltre utilizzati nei tappeti e nei caftani anatolici.
Il Museo di Storia Naturale dell'Egeo, sull'isola di Samo, in Grecia, espone un esemplare impagliato che si dice sia stato ucciso sull'isola nel 1862, etichettato come Kaplani (greco:Καπλάνι), cioè leopardo. Le dimensioni, la forma e il colore del mantello dell'animale appaiono piuttosto innaturali per un leopardo, ma potrebbero essere stati alterati durante il processo di tassidermia. È possibile che l'animale sia giunto sull'isola attraversando a nuoto il canale largo 1,7 km che separa Samo dalla costa turca. Un altro leopardo raggiunse Samo nel 1836 e fu catturato. La storia del leopardo e dell'esemplare imbalsamato ispirò la scrittrice greca Alki Zei a scrivere un romanzo per ragazzi intitolato in greco Το καπλάνι της βιτρίνας, tradotto in italiano come La tigre in vetrina (titolo inglese: Wildcat Under Glass).